# Lenka Teska Arnoštová
Lenka Teska Arnoštová (* 17. ledna 1975 Uherské Hradiště) je česká politička, advokátka a vysokoškolská pedagožka, v letech 2010 až 2014 zastupitelka Hlavního města Prahy, v letech 2014 až 2017 náměstkyně ministra zdravotnictví ČR, v letech 2015 až 2017 místopředsedkyně ČSSD. Od roku 2009 působí jako advokátka se specializací na oblast zdravotnického práva a legislativy v oblasti zdravotnictví. Zároveň působí na Právnické fakultě Univerzity Karlovy (Katedra zdravotnického práva) a je členkou komise Legislativní rady vlády pro veřejné právo.

## Kariéra
Vystudovala Právnickou fakultu Univerzity Karlovy v Praze.
Mezi roky 1999 a 2007 pracovala na Ministerstvu zdravotnictví ČR (mimo jiné jako vedoucí oddělení a zástupce ředitele právního odboru; ředitelka právního odboru a současně byla pověřena řízením legislativního odboru). V letech 2002 až 2007 byla předsedkyní rozkladové komise ministerstva.
V letech 2007 až 2008 zastávala pozici ředitelky legislativně právního odboru v agentuře CzechInvest. Od roku 2008 až 2017 působila jako odborná asistentka na Ústavu veřejného zdravotnictví a medicínského práva 1. lékařské fakulty Univerzity Karlovy v Praze. V současnosti působí na Právnické fakultě Univerzity Karlovy (Katedra zdravotnického práva) V září 2010 nastoupila do advokátní kanceláře Havel & Holásek.
Od roku 2017 je předsedkyní Společnosti medicínského práva České lékařské společnosti Jana Evangelisty Purkyně. Do roku 2018 byla členkou Vědecké rady Fakulty zdravotnických věd Univerzity Palackého v Olomouci.
Jméno „Teska“ získala v říjnu 2009 po manželovi, kterého si po dlouholeté známosti vzala.

## Politické působení
Od roku 2008 je členkou ČSSD.
V komunálních volbách v roce 2010 byla za ČSSD zvolena do Zastupitelstva Hlavního města Prahy, funkci zastávala do roku 2014.
V únoru 2014 ji ministr zdravotnictví ČR Svatopluk Němeček jmenoval svou náměstkyní pro legislativu a právo. Na 38. sjezdu ČSSD v březnu 2015 byla zvolena místopředsedkyní strany, získala 368 hlasů. Na dalším sjezdu ČSSD v Brně v březnu 2017 do předsednictva nekandidovala.
Po volbách do Poslanecké sněmovny PČR v říjnu 2017 skončila jako náměstkyně na Ministerstvu zdravotnictví ČR.

## Další aktivity
Je spoluautorkou knihy Zdravotnictví a právo.
V roce 2015 dostala cenu LADY PRO, která je určena ženám, které ve svém oboru dosáhly mimořádných úspěchů. 
Dne 13. června dostala Cenu Světového dne bez kouření 2017 za prosazení protikuřáckého zákona, kterou uděluje Světová zdravotnická organizace (WHO).